# SECU
Stora Enso Cargo Unit, även kallad StoraBox, är en lastbärare i Stora Ensos transportsystem BasePortSystem, även kallat NETSS (North European Transport Supply System).
En SECU ser ut som en vanlig ISO-container men är ungefär en meter högre och bredare. Den mäter 13,8 x 3,6 x 4,4 m. Den har också fötter som förenklar åtkomst underifrån. Alla SECU:er är försedda med RFID-sändare som snabbt och automatiskt kan identifiera varje behållare i lastsystemet. Lastkapaciteten är 79,500 ton för manuella boxar och 78,440 ton för automatiska.
För transport av SECU:er krävs speciellt anpassade fartyg, järnvägsvagnar, och hamnanläggningar. De kan också transporteras med vanliga lastbilsfärjor om det finns ett specialfordon i hamnen. De kan inte gå med lastbil eftersom de är för breda och tunga. Detta till skillnad från en vanlig ISO-container, som är gjord för att passa båtar, tåg och lastbil i alla länder, även om det blir onödiga marginaler till tågens maxvikt. 
Stora Enso använder mest hamnarna i Kotka, Göteborg, Zeebrugge, Tilbury och Immingham för dessa transporter. Green Cargo kör tåg på 3 000 ton med SECU, ett av Sveriges tyngsta godståg (de tyngsta är malmtågen på Malmbanan), bland annat Falun-Kil-Göteborg.
SECU tillverkas av Nantong CIMC-Smooth Sail Container Co Ltd och monteras av Cronos Container Scandinavian AB.